# Yonas Malede
Yonas Malede (in ebraico יונס מלדה‎?; Kiryat Bialik, 14 novembre 1999) è un calciatore israeliano, attaccante del Maccabi Tel Aviv.

## Carriera

### Club
Cresciuto nel settore giovanile del Maccabi Netanya, ha esordito in prima squadra il 24 gennaio 2018 disputando l'incontro di Ligat ha'Al vinto 1-2 contro il Maccabi Haifa.
Il 15 gennaio 2021 è stato acquistato a titolo definitivo dalla squadra belga del Gent.

### Nazionale
Il 5 giugno 2021 ha esordito con la nazionale israeliana giocando l'amichevole vinta 1-3 contro il Montenegro.

## Statistiche

### Presenze e reti nei club
Statistiche aggiornate al 30 agosto 2021.
| Stagione               | Squadra                | Campionato             | Campionato | Campionato | Coppe nazionali | Coppe nazionali | Coppe nazionali | Coppe continentali | Coppe continentali | Coppe continentali | Altre coppe | Altre coppe | Altre coppe | Totale | Totale |
| Stagione               | Squadra                | Comp                   | Pres       | Reti       | Comp            | Pres            | Reti            | Comp               | Pres               | Reti               | Comp        | Pres        | Reti        | Pres   | Reti   |
| ---------------------- | ---------------------- | ---------------------- | ---------- | ---------- | --------------- | --------------- | --------------- | ------------------ | ------------------ | ------------------ | ----------- | ----------- | ----------- | ------ | ------ |
| 2017-2018              | Maccabi Netanya        | LhA                    | 9          | 1          | CI+TC           | 0+0             | 0               |                    | -                  | -                  |             | -           | -           | 9      | 1      |
| 2018-2019              | Maccabi Netanya        | LhA                    | 18         | 1          | CI+TC           | 2+4             | 0+1             |                    | -                  | -                  |             | -           | -           | 24     | 2      |
| 2019-2020              | Maccabi Netanya        | LhA                    | 32         | 2          | CI+TC           | 2+1             | 0               |                    | -                  | -                  |             | -           | -           | 35     | 2      |
| 2020-gen. 2021         | Maccabi Netanya        | LhA                    | 14         | 7          | CI+TC           | 0+2             | 0+2             |                    | -                  | -                  |             | -           | -           | 8      | 6      |
| Totale Maccabi Netanya | Totale Maccabi Netanya | Totale Maccabi Netanya | 73         | 11         |                 | 11              | 3               |                    | -                  | -                  |             | -           | -           | 84     | 14     |
| gen.-mag. 2021         | Gent                   | D1                     | 11         | 1          | CB              | 0               | 0               |                    | -                  | -                  |             | -           | -           | 11     | 1      |
| 2021-2022              | Gent                   | D1                     | 5          | 0          | CB              | 0               | 0               | UECL               | 3                  | 1                  |             | -           | -           | 8      | 1      |
| Totale Gent            | Totale Gent            | Totale Gent            | 16         | 1          |                 | 0               | 0               |                    | 3                  | 1                  |             | -           | -           | 19     | 2      |
| Totale carriera        | Totale carriera        | Totale carriera        | 89         | 12         |                 | 11              | 3               |                    | 3                  | 1                  |             | -           | -           | 103    | 16     |

### Cronologia presenze e reti in nazionale
| Cronologia completa delle presenze e delle reti in nazionale ― Israele | Cronologia completa delle presenze e delle reti in nazionale ― Israele | Cronologia completa delle presenze e delle reti in nazionale ― Israele | Cronologia completa delle presenze e delle reti in nazionale ― Israele | Cronologia completa delle presenze e delle reti in nazionale ― Israele | Cronologia completa delle presenze e delle reti in nazionale ― Israele | Cronologia completa delle presenze e delle reti in nazionale ― Israele | Cronologia completa delle presenze e delle reti in nazionale ― Israele |
| Data                                                                   | Città                                                                  | In casa                                                                | Risultato                                                              | Ospiti                                                                 | Competizione                                                           | Reti                                                                   | Note                                                                   |
| ---------------------------------------------------------------------- | ---------------------------------------------------------------------- | ---------------------------------------------------------------------- | ---------------------------------------------------------------------- | ---------------------------------------------------------------------- | ---------------------------------------------------------------------- | ---------------------------------------------------------------------- | ---------------------------------------------------------------------- |
| 5-6-2021                                                               | Podgorica                                                              | Montenegro                                                             | 1 – 3                                                                  | Israele                                                                | Amichevole                                                             | -                                                                      | 61’                                                                    |
| 9-6-2021                                                               | Lisbona                                                                | Portogallo                                                             | 4 – 0                                                                  | Israele                                                                | Amichevole                                                             | -                                                                      | 88’                                                                    |
| Totale                                                                 |                                                                        | Presenze                                                               | 2                                                                      |                                                                        | Reti                                                                   | 0                                                                      |                                                                        |

## Palmarès

### Club

#### Competizioni nazionali
- Coppa del Belgio: 1

Gent: 2021-2022
- Campionato israeliano: 1

Maccabi Tel Aviv: 2023-2024